# Искрателеком
ЗАО «Искрателеко́м» — интернет-провайдер, обслуживающий московские районы Марьино, Люблино, Текстильщики, Кузьминки, Братеево, Жулебино, Бутово, Куркино, Молжаниново и города Люберцы, Котельники, Одинцово, Щербинка, Химки, Долгопрудный, Мытищи. Также компания предоставляет услуги интерактивного телевидения, IP-телефонии и комплексные телекоммуникационные решения для организаций.
Абонентская база, по данным на 2008 год, насчитывает более 20 тысяч пользователей. Компания владеет волоконно-оптической сетью уровня NGN на базе оборудования Cisco Systems.
Входит в группу компаний «ВестКолл», c 29 января 2008 года является членом Московской торгово-промышленной палаты.
В ходе массовых слияний и поглощений неоднократно менялось название интернет провайдера. Начало отсчитывается от компании «Су 29 телеком». Дальнейшая реорганизация привела к ребрендингу под названием «ГорКом». В настоящее время представлена на рынке обоими брендами: Seven Sky и ГорКом. Контактные телефоны. абонентская база и зоны покрытия абсолютно совпадают.

## Массовое отключение интернета в ноябре 2018
22 ноября 2018 года приблизительно с 10:00 по 16:00 часть абонентов Искрателеком лишилась доступа в интернет. Искрателеком заявила что случилась «крупнейшая за последние годы авария на магистрали» и что авария устранена. С утра 23 ноября до, приблизительно, 16:30 у части пользователей интернет работал нестабильно, с 16:30 доступ в интернет пропал совсем. Искрателеком заявила что вновь ведутся работы по устранению аварии.
Примерно в это же время СМИ заявили что причина сбоев не в аварии, а в конфликте бывшего и текущего гендиректоров Искрателеком. Бывший гендиректор, Алхас Мирзабеков, обвинил текущего гендиректора, Виталия Спасского, в попытке незаконного смещения его с поста гендиректора и в рейдерском захвате. Спасский в свою очередь обвинил Мирзабекова в саботаже и силовом захвате офиса, оборудования и документации Искрателеком, а также в умышленной порче оборудования и сетям интернет. Оба подали друг на друга заявление в полицию. СМИ заявили что проблемы с интернетом возникли у 45 000 человек.
На своей официальной странице в соцсети «ВКонтакте» Искрателеком отвергла версию СМИ, вновь заявила что «авария в Одинцово несёт исключительно технический характер и не имеет никакого отношения к внутренним делам компании» и призвала «соблюдать спокойствие, не поддаваться на провокации и терпеливо подождать восстановления линии».